# Ставок (Черниговская область)
Ставок (укр. Ставок) — село в Носовском районе Черниговской области Украины. Население 257 человек. Занимает площадь 0,045 км².
Код КОАТУУ: 7423887006. Почтовый индекс: 17130. Телефонный код: +380 4642.

## Власть
Орган местного самоуправления — Червонопартизанский сельский совет. Почтовый адрес: 17130, Черниговская обл., Носовский р-н, с. Володькова Девиця, ул. Ленина, 79.